# Gilbert Malherbe
Sir Gilbert Malherbe († nach 4. August 1320) war ein schottischer Ritter und Verschwörer.
Malherbe war ein Ritter mit Besitzungen in Slamannan und Livilands in Stirlingshire. Während des Schottischen Unabhängigkeitskriegs kämpfte er auf schottischer Seite gegen die englische Besatzung, dabei diente er wahrscheinlich 1299 als Sheriff von Stirling. Zusammen mit dem mit ihm verwandten Thomas Morham leitete er 1299 die Belagerung von Stirling Castle, bis sich die ausgehungerte englische Besatzung Ende des Jahres ergab. Obwohl der englische Kommandant John Sampson die Burg an Malherbe übergeben hatte, ernannte die schottische Regierung zum neuen Kommandanten William Oliphant. Offenbar war Malherbe darüber verärgert. Als sich im Februar 1304 fast alle verbliebenen schottischen Rebellen dem englischen König Eduard I. unterwarfen, unterwarf sich auch Malherbe. Oliphant setzte dagegen die Verteidigung von Stirling Castle fort, worauf der englische König die Besitzunge von Oliphant Malherbe zusprach. Als sich 1306 Robert Bruce zum König der Schotten erhob und damit die Rebellion gegen die Engländer fortsetzte, kämpfte Malherbe weiter auf englischer Seite. Er diente vermutlich wieder als Sheriff von Stirling und beanspruchte 1309 und 1310 die Verwaltung von Menteith sowie von Jedburgh Castle. Seine Ansprüche wurden aber abgewiesen. Um 1314 war er auf die schottische Seite gewechselt. Er beanspruchte nun die Vormundschaft über den minderjährigen John Logie of Strathgartney, doch auch dies wurde ihm abgeschlagen. 1320 informierte Murdoch Menteith, dass Malherbe mit Edward Balliol, dem Sohn des 1296 abgesetzten Königs John Balliol in Kontakt stehen würde. Malherbe wurde verhaftet und ab dem 4. August 1320 vom sogenannten Black Parliament in Scone wegen Beteiligung an der Soules-Verschwörung zum Tode verurteilt, ebenso wie John Logie. Er wurde von Pferden zur Richtstätte geschleift, gehängt und enthauptet.